# Plecemin (Tarnówka)
Plecemin (deutsch Plötzmin, früher Ploetzmin) ist ein Dorf in der Landgemeinde Tarnówka (Tarnowke) im Powiat Złotowski (Flatower Kreis)  der polnischen Woiwodschaft Großpolen.

## Geographische Lage
Der Ort liegt im Tal der Küddow (poln. Gwda), nördlich der Einmündung der Plietnitz (poln. Plitnica) in die  Küddow, etwa 24 Kilometer östlich  der Stadt Deutsch Krone (Wałcz), 18 Kilometer südwestlich der Stadt Flatow  (Złotów) und neun Kilometer südsüdwestlich des Dorfs Tarnowke (Tarnówka).

## Geschichte
Ältere Ortsbezeichnungen sind Plotzmin (1617) und Plecimin (1660). Die Gemarkung des Dorfs grenzte an die Ortschaften Paruschke, Sakollnow und Tarnowke des Flatower Kreises.
Die Grenzregion des Netzedistrikts, in der das Dorf liegt, hatte ursprünglich zum Herzogtum Pommern gehört, war vorübergehend unter polnische Herrschaft gelangt und dann an die Markgrafen von Brandenburg gekommen. Im Rahmen der Ersten Teilung Polen-Litauens kam das Dorf 1772 zusammen mit dem Landkreis Deutsch Krone an Preußen. 
Um 1930 umfassten die Gemeindegrenzen von Plötzmin eine Fläche von 10,9 km²; auf dem Gemeindegebiet, in dem Plötzmin einziger Wohnplatz war, standen insgesamt 26 bewohnte Wohnhäuser.
Im Jahr 1945 gehörte Plötzmin zum Landkreis Deutsch Krone im Regierungsbezirk Grenzmark Posen-Westpreußen der preußischen Provinz Pommern des Deutschen Reichs. Plötzmin war dem Amtsbezirk Kramske zugeordnet.
Gegen Ende des Zweiten Weltkriegs besetzte im Frühjahr 1945 die Rote Armee die Region. Kurz danach wurde Plötzmin seitens der sowjetischen Besatzungsmacht der Volksrepublik Polen zur Verwaltung überlassen. Plötzmin wurde unter der polnischen Ortsbezeichnung „Plecemin“ verwaltet. Es wanderten nun Polen zu. In der darauf folgenden Zeit wurde die einheimische Bevölkerung von der polnischen Administration aus Plötzmin vertrieben. 
| Jahr | Einwohner | Anmerkungen                                                                                                   |
| ---- | --------- | --- |
| 1783 | –         | königliches Dorf nebst einer Mahl-Wassermühle, 15 Feuerstellen (Haushaltungen), im Netzedistrikt, Kreis Krone |
| 1818 | 108       | königliches Dorf, Amt Lebehnke                                                                                |
| 1864 | 153       | davon 142 Evangelische und elf Katholiken                                                                     |
| 1910 | 172       | am 1. Dezember, sämtlich Evangelische                                                                         |
| 1925 | 157       | darunter 154 Protestanten und drei Katholiken                                                                 |
| 1933 | 160       | [ 7 ] |
| 1939 | 142       | [ 7 ] |

## Kirche
Die Protestanten der bis 1945 anwesenden Dorfbevölkerung besuchten die Kirche im Nachbarort Kramske, die zum evangelischen Kirchspiel Lebehnke gehörte.